# 佐々木掌子
佐々木 掌子（ささき しょうこ、1978年 - ）は、日本のカウンセラー、臨床心理士、明治大学文学部心理社会学科臨床心理学専攻准教授。多様なセクシュアリティに対する臨床心理学的支援を専門とする。

## 経歴
東京都に生まれる。
2002年に青山学院大学文学部教育学科心理学専攻を卒業後、同大学大学院文学研究科心理学専攻博士前期課程に進んで2004年に修了し、さらに慶應義塾大学大学院社会学研究科教育学専攻後期博士課程に学んで、2008年に単位取得退学した。
この間、2002年以降、精神神経科のクリニックで、性同一性障害の臨床に関わる。2005年、臨床心理士資格を取得。2010年、「性的自己の非典型性における発達機序と形成：多次元動的ジェンダー・アイデンティティモデルからみた性同一性障害/トランスジェンダー」により、博士（教育学）の学位を慶應義塾大学から取得。
2010年から日本学術振興会特別研究員PDに採用されて東京大学に在籍し、2011年から2012年にかけてトロント大学附属中毒および精神保健センターに留学した。
帰国後は、主婦会館クリニック（産婦人科）、慶應義塾大学病院（小児科）でカウンセリングを担当し、2013年からは立教女学院短期大学現代コミュニケーション学科専任講師、2018年からは明治大学文学部心理社会学科臨床心理学専攻の准教授を務める。また、GID（性同一性障害）学会の理事なども務めている。

## おもな著書

### 単著
- トランスジェンダーの心理学：多様な性同一性の発達メカニズムと形成、晃洋書房、2017年